# Лія Аялон
Лія Аялон (івр. לאה אילון, англ. Leah Ayalon, нар. 1950) — ізраїльська поетеса, автор оповідань та роману «Безсмертні». Вивчала компаративізм у Єврейському університеті в Єрусалимі, і працює в національній бібліотеці.

## Біографія
Народилась у Єрусалимі 10 січня 1950 року, де відвідувала ортодоксальну релігійну школу для дівчат.
Перша книжка «Під водою» з'явилась на світ в 1983 році.
У 1996 році був опублікований її роман «Безсмертні» (англ. The Immortals, Keter Publishing, Єрусалим). У романі вона оповідає про страх, який вона відчувала, дорослішаючи в Єрусалимі, і зізнається, що навіть будучи дорослою, і попри її бажання миру, вона досі відчуває «глибокий страх перед арабами».

## Зноски
1. ↑  Bibliothèque nationale de France BNF: платформа відкритих даних — 2011.
2. ↑  לקסיקון הספרות העברית החדשה. Архів оригіналу за 20 серпня 2019. Процитовано 21 серпня 2019. (івр.)
3. 1 2  Kerbel, 2004, с. 104.
4. 1 2  Laurel Holliday. Children of Israel, Children of Palestine. — Simon and Schuster, 2014. — С. 147. — ISBN 1439139806.
5. ↑  Leah Ayalon. Institute for the Translation of Hebrew Literature. Архів оригіналу за 19 серпня 2019. Процитовано 19 серпня 2019.
6. 1 2  Kaufman, Hasan-Rokem та Hess, 1999, с. 241.